# بهرام منصورف
بهرام منصورف (زاده ۱۲ فوریه ۱۹۱۱ – درگذشته ۱۴ مه ۱۹۸۵) سازنده تار، نوازنده تار و آهنگساز اهل کشور آذربایجان بود.

## زندگی‌نامه
او از دوران کودکی و در منزل پدری شاهد تشکیل مجالس و محافل موسیقی بوده‌است. پدرش "مشهدی ملیک بی" از روشنفکران، موسیقی شناسان و نوازنده‌های زمان خود بود.
پس از طنین انداز شدن موسیقی در محل سکونت آنها در ایچری شهر باکو در همسایگی آنها معلم مذهبی بود که می‌گفت:خداوند بلای جانتان باشد چرا که شیطان در این خانه لانه کرده‌است و همسایه دیگری با این نفرین معلم مذهبی می‌خندید. علت این امر آن بود که همه اهالی باکو می‌دانستند در منزل "مشهدی ملیک بی "مجلس موسیقی تشکیل می‌شود؛ و این محفلی بود که همه اهل فن هنر موسیقی در آن شرکت داشتند. از افراد مشهور شرکت کننده در آن می‌توان به سید عظیم، خورشید بانو، ناتوان، عبدالرحیم حق وردیف که از شاعران و ادیبان بنام آذربایجان بودند شرکت می‌کردند. این مرکز در طول سالیان منشأ حیات برای موسیقی آذربایجان بوده‌است. در منزل آنها تارهای زیادی وجود داشت وقتی پدرش در منزل نبود او یکی از تارها را از دیوار برمی‌داشت و با آنکه موسیقی بلد نبود ولی آن را همچنان میواخت و از کوک خارج می‌کرد و با آمدن پدرش دوباره به دیوار می‌آویخت. پدرش متوجه این موضوع شده بود وبا آنکه می‌دانست چه کسی تار را از کوک خارج کرده می‌گفت:کسی به تار من دست زده‌است؟ و او هم تأیید می‌کرد و می‌گفت کار من بوده‌است. با دیدن علاقه پسرش به موسیقی، پدرش می‌گفت: "حس می‌کردم روزی تار نواز خواهی شد و نیازی به آموزش تار در تو نخواهد بود."
او از ۸ سالگی تارنوازی را شروع کرد. در اپرا در محضر اساتیدی بنام آن زمان حسنعلی سربسکی، یاور کلانترلی، حسین آقا حاجی بابایف، علی اوسط صادیق اوف، حقیقت رضایوا ایفا نموده‌است. او ارکستر هنرمندان بنام آن زمان ربابه مراداوا، سارا قدیموا، ابوالفتح علیوا، کل خار حسن اوا، زینب خانلاروا، مایس سلیمان اوا، باکیر هاشیم اوف، قلی عسگر اوف، عارف بابایف، نزاکت ممداوا، بابا میرزایف و … را تنظیم و آماده اجرا نموده‌است.
او در آذربایجان اولین نفری است که موسیقی او در یونسکو به سال ۱۹۷۸–۱۹۸۳ در بین اعضا توزیع گردیده‌است. وی همچنین در کنفرانس موسیقی سمرقند به نمایندگی از کشور آذربایجان شرکت نموده‌است. در سال ۱۹۸۳ در دهه فرهنگی آذربایجان در مسکو شرکت نموده‌است. در سال ۱۹۴۱ با عضویت در اپرا و رقص باله دولتی آذربایجان به ایران سفر کرد و پس از بازگشت به باکو در مدرسه موزیکال باکو به امر آموزش مشغول گردید. به مناسبت ۱۰۰ سال تولد وی در ۱۲ فوریه ۲۰۱۱ از طرف الهام علیف رئیس جمهور وقت از وی تقدیر بعمل آمد.
فرزندان او الدار منصورف آهنگساز ، آیخان منصورف نوازنده تار آذربایجان و آیدین منصورف کارگردان سینما میباشند.